# برق خورشیدی
برق خورشیدی ، به تبدیل نور خورشید به برق گفته می‌شود. این کار می‌تواند به صورت مستقیم و با استفاده از فتوولتائیک انجام شود، یا به صورت غیر مستقیم و با استفاده از سیستم‌های تمرکز نور انجام شود یا حتی ترکیبی از هر دو باشد. سیستم‌های نور متمرکز از عدسی‌ها یا آینه‌ها و سیستم‌های ردیابی نور خورشید استفاده کرده و نور تابیده به مساحت بزرگی را به ناحیه کوچکی متمرکز می‌کنند. سلول‌های فتوولتائیک با استفاده از اثر فتوولتائیک، نور را به جریان الکتریکی تبدیل می‌کنند.
فتوولتائیک در ابتدا فقط به عنوان منبع برق برای کاربردهای کوچک و متوسط مورد استفاده قرار می‌گرفت، از ماشین حساب گرفته تا خانه‌های از راه دور که با سیستم فتوولتائیک پشت‌بام خارج از شبکه کار می‌کردند. نیروگاه‌های خورشیدی متمرکز تجاری برای اولین بار در دهه ۱۹۸۰ توسعه یافتند. با کاهش هزینه برق خورشیدی، تعداد سیستم‌های فتوولتائیک خورشیدی متصل به شبکه به میلیون‌ها عدد رسیده و نیروگاه‌های فتوولتائیک در مقیاس گیگاوات در حال ساخت هستند. فتوولتائیک خورشیدی به سرعت در حال تبدیل شدن به یک فناوری ارزان و کم کربن برای استخراج انرژی‌های تجدیدپذیر از خورشید است. بزرگترین نیروگاه فتوولتائیک فعلی در جهان پارک خورشیدی پاواگادا، در کارناتاکای هند با ظرفیت تولید ۲۰۵۰ مگاوات است.
آژانس بین‌المللی انرژی در سال ۲۰۱۴ پیش‌بینی کرد که تحت سناریوی «تجدیدپذیر زیاد»، تا سال ۲۰۵۰، فتوولتائیک خورشیدی و انرژی خورشیدی متمرکز به ترتیب حدود ۱۶ و ۱۱ درصد از مصرف برق در سراسر جهان را تأمین کنند و خورشید بزرگترین منبع برق جهان باشد. نصب بیشتر تأسیسات خورشیدی در چین و هند انجام می‌شود. در سال ۲۰۱۹، انرژی خورشیدی ۲٫۷٪ از برق جهان را تولید کرد که بیش از ۲۴٪ نسبت به سال قبل رشد کرده‌است. تا اکتبر سال ۲۰۲۰، هزینه ترازشده انرژی بدون یارانه برق برای انرژی خورشیدی در مقیاس تأسیسات شهری حدود ۳۶ دلار به ازای هر وات ساعت است.

## فناوری‌های پذیرفته شده
بسیاری از کشورهای صنعتی ظرفیت قابل توجهی از انرژی خورشیدی را در شبکه‌های برق خود نصب کرده‌اند تا جایگزینی برای منابع انرژی متعارف تأمین کرده یا مکمل آنها باشند، در حالی که تعداد فزاینده‌ای از کشورهای کمتر توسعه یافته برای کاهش وابستگی به سوخت‌های گران وارداتی به انرژی خورشیدی روی آورده‌اند. خطوط انتقال مسافت طولانی به منابع انرژی تجدیدپذیر دورافتاده اجازه می‌دهد میزان مصرف سوخت فسیلی را کاهش دهند. نیروگاه‌های خورشیدی از یکی از دو فناوری زیر استفاده می‌کنند:
- سیستم‌های فتوولتائیک (PV) از پنل‌های خورشیدی چه در پشت بام و چه در مزارع خورشیدی مستقر در زمین استفاده می‌کنند و نور خورشید را مستقیماً به انرژی الکتریکی تبدیل می‌کنند.
- نیروگاه‌های خورشیدی متمرکز (CSP) از انرژی حرارتی خورشیدی برای تولید بخار استفاده می‌کنند، که این بخار برای تولید برق توسط توربین استفاده می‌شود.

### سلول‌های فتوولتائیک

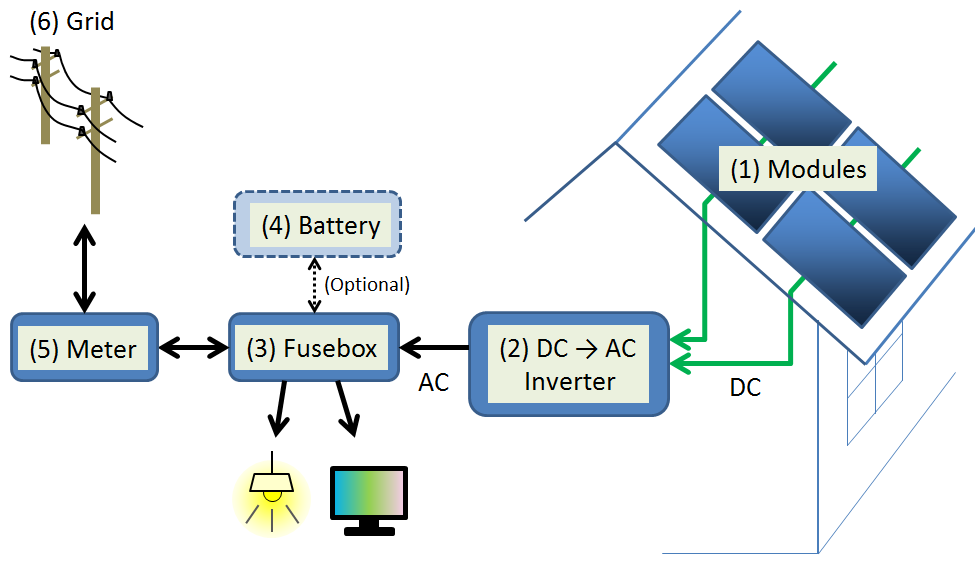
شماتیک سیستم فتوولتاییک خانگی متصل به شبکه برق

سلول خورشیدی یا سلول فتوولتائیک دستگاهی است که با استفاده از اثر فتوولتائیک نور را به جریان الکتریکی تبدیل می‌کند. اولین سلول خورشیدی توسط چارلز فریتس در دهه ۱۸۸۰ ساخته شد. ارنست ورنر فون زیمنس صنعتگر آلمانی از جمله اولین کسانی بود که اهمیت این کشف را تشخیص داد. در سال ۱۹۳۱، مهندس آلمانی برونو لانژ یک سلول خورشیدی با استفاده از سلنید نقره به جای اکسید مس ایجاد کرد، اگرچه نمونه‌های اولیه سلول‌های سلنیوم، کمتر از ۱٪ نور برخوردی را به برق تبدیل می‌کردند. به دنبال کار راسل اوهل در دهه ۱۹۴۰، محققان جرالد پیرسون، کالوین فولر و داریل چاپین سلول خورشیدی سیلیسیمی را در سال ۱۹۵۴ ایجاد کردند. این سلول‌های خورشیدی اولیه ۲۸۶ دلار بر وات هزینه داشتند و به بازدهی ۴٫۵ تا ۶ درصد رسیدند. در سال ۱۹۵۷، محمد عطاالله فرایند غیرفعال‌سازی سطح سیلیسیم توسط اکسایش حرارتی را در آزمایشگاه‌های بل توسعه داد. از آن زمان به بعد فرایند غیرفعال‌سازی سطح در کارایی سلول‌های خورشیدی بسیار مهم بوده‌است.

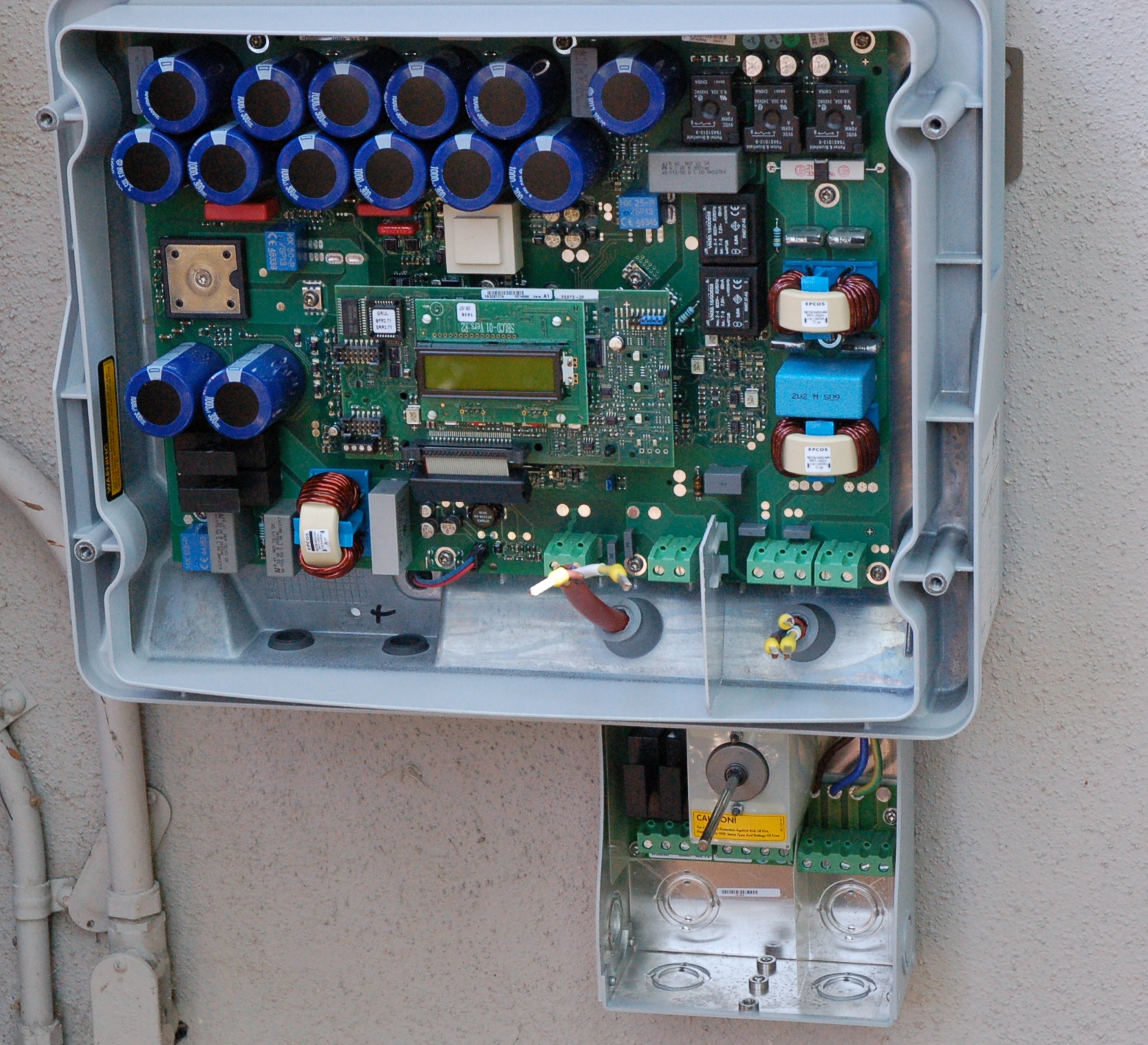
نمای داخلی یک اینورتر خورشیدی. به تعداد زیاد خازن‌های بزرگ (استوانه‌های آبی) که برای ذخیره مختصر انرژی و بهبود شکل موج خروجی استفاده می‌شوند، توجه کنید.

آرایه‌ای از یک سیستم برق فتوولتائیک، برق جریان مستقیم (DC) تولید می‌کند که شدت این جریان با تغییرات شدت نور خورشید تغییر می‌کند. برای استفاده عملی، معمولاً نیاز به تبدیل این جریان به ولتاژهای دلخواه یا جریان متناوب (AC) از طریق استفاده از اینورتر است. چندین سلول خورشیدی به هم متصل شده و یک ماژول ساخته می‌شود. از اتصال چندین ماژول به هم یک آرایه ساخته شده، و سپس این آرایه به یک اینورتر متصل می‌شود، تا در جریان مستقیم ولتاژ مورد نظر و در برق متناوب، فرکانس یا فاز مورد نظر را تولید کند.
بسیاری از سیستم‌های فتوولتاییک مسکونی، مخصوصاً در کشورهای پیشرفته با بازارهای بزرگ، در هر کجا که موجود باشند به شبکه برق سراسری متصل می‌شوند. در این سیستم‌های فتوولتاییک متصل به شبکه، استفاده از ذخیره انرژی اختیاری است. در بعضی از کاربردهای خاص مانند ماهواره، فانوس دریایی یا کشورهای در حال توسعه، باتری‌ها یا مولدهای برق اضافی اغلب به عنوان پشتیبان اضافه می‌شوند. اینگونه سیستم‌های برق مستقل اجازه کار در شب و زمان‌های دیگر با تابش محدود خورشید را فراهم می‌کنند.

### برق خورشیدی متمرکز

یک کلکتور سهموی، نور خورشید را روی یک لوله واقع در نقطه کانونی خود متمرکز می‌کند.

برق‌خورشیدی متمرکز که «حرارت خورشیدی متمرکز» نیز نامیده می‌شود، از عدسی‌ها یا آینه‌ها و سیستم‌های ردیابی جهت خورشید برای تمرکز نور خورشید استفاده کرده، و سپس از گرمای حاصل برای تولید برق از طریق توربین‌هایی که توسط بخار به حرکت درآورده می‌شوند، استفاده می‌کند.

### سیستم‌های ترکیبی
در سیستم‌های ترکیبی، برق خورشیدی متمرکز و فتوولتاییک با یکدیگر یا با سیستم‌های تولید برق دیگری مانند ژنراتورهای دیزلی، انرژی بادی، یا زیست‌گاز ترکیب می‌گردد. ترکیب سیستم‌ها به آنها کمک می‌کند تا بتوانند خروجی خود را با تقاضا منطبق کرده یا طبیعت نوسانی برق خورشیدی در شب و روز را کاهش دهند.

## توسعه و استقرار
برای چندین سال، عمده توسعه جهانی سیستم‌های برق خورشیدی مربوط توسعه آن در اتحادیه اروپا بود، اما امروزه این تأثیر عمده به آسیا منتقل شده‌است که عمده دلیل آن کشورهایی مانند چین و ژاپن هستند. امروزه برق خورشیدی در کشورهای دیگری از قبیل استرالیا، کانادا، شیلی، هند، اسرائیل، مکزیک، آفریقای جنوبی، کره جنوبی، تایلند و آمریکا به سرعت در حال گسترش هستند. در سال ۲۰۱۲ توکلائو تبدیل به اولین کشوری شد که تمام نیاز برق خود را از برق خورشیدی تأمین می‌کند و دارای یک سیستم ۱ مگاواتی است که از باتری برای شب هنگام استفاده می‌کند.
رشد جهانی فتوولتائیک از سال ۲۰۰۰ تا ۲۰۱۳ به‌طور متوسط ۴۰٪ در سال بوده‌است و کل ظرفیت نصب شده در پایان سال ۲۰۱۶ به ۳۰۳ گیگاوات رسیده‌است که مجموع بیشترین نصب در چین بوده‌است (۷۸ گیگاوات). بزرگترین تولیدکنندگان برق‌خورشیدی در جهان، در چین واقع شده‌اند.
انرژی خورشیدی متمرکز (CSP) نیز به سرعت در حال رشد است و از سال ۲۰۰۴ تا ۲۰۱۳ ظرفیت خود را تقریباً ده برابر افزایش داده‌است، البته نسبت به فتوولتاییک در سطح پایین‌تری قرار داشته و کشورهای کمتری درگیر آن شده‌اند.

## وضعیت انرژی خورشیدی در ایران
تا پایان خرداد ۱۴۰۴، مجموع ظرفیت نیروگاه‌های تجدیدپذیر کشور به حدود ۱٬۶۳۸ مگاوات رسید که از این میان حدود ۸۷۰ مگاوات آن شامل نیروگاه‌های خورشیدی است. سهم خورشیدی بیشترین وزن را در میان فناوری‌های تجدیدپذیر دارد. استان کرمان با حدود ‎۲۰۷ مگاوات در صدر، پس از آن استان‌های یزد (~۱۵۱ مگاوات) و اصفهان (~۱۰۳ مگاوات) قرار دارند. فاز نخست پروژه‌ی بزرگ «آفتاب شرق» فولاد مبارکه با ظرفیت ۱۲۰ مگاوات در تیر ۱۴۰۴ وارد مدار شد، و قرار است کل پروژه به ظرفیت نهایی ۶۰۰ مگاوات برسد. بر اساس برنامه‌ریزی معاونت ساتبا، هدف‌گذاری شده که تا پایان شهریور ظرفیت تجدیدپذیر به ۵۰۰۰ مگاوات و تا پایان سال (۱۴۰۴) به ۱۰۰۰۰ مگاوات برسد، اگرچه روند فعلی بعید است بیش از ۳–۴ هزار مگاوات محقق شود.